# As-Sallum
As-Sallum (ar. السلوم) – miasteczko w północno-zachodnim Egipcie, nad Zatoką Sallumską Morza Śródziemnego, przy granicy z Libią, w muhafazie Matruh. W czasie II wojny światowej w okolicach miasteczka trwała operacja wojskowa Brevity.